# 対流層

太陽の構造：1. 太陽核2. 放射層3. 対流層4. 光球5. 彩層6. コロナ7. 太陽黒点8. 粒状斑9. 紅炎

対流層（たいりゅうそう、Convection zone）は、恒星の中でエネルギーが主に対流によって運ばれている領域である。放射層では、エネルギーは放射によって運ばれる。恒星の対流はプラズマの運動であり、温められたプラズマが上昇し、冷えたプラズマが下降するという円対流を形成する。恒星中では、対流は温度勾配が急な（例えば、恒星の中心からの距離によって温度が急激に変化する）時に起きる。全ての恒星は中心が最も熱く、光球が最も冷たい。そこで恒星のどの部分でも、わずかに上昇したガスの一団は周りよりも熱くなる。周囲の冷たい領域との熱交換が十分速く行われれば、すぐに冷え、それ以上上昇しなくなる。しかし、温度勾配が十分に急であれば、冷える速度よりも浮力が勝るため、温められたガスの一団はそのまま上昇を続ける。恒星の中でこのような過程が起こる領域が対流層と呼ばれる。
太陽のような低質量の主系列星では、対流層は外側の約30%を占めている。温められたガスが表面まで出てくると、冷やされて再び恒星内部に戻る。温かいガスは冷たいガスよりも多くの放射を放出し、ガスの対流は恒星の粒状斑を形成する。このような恒星では、対流層は放射層を取り巻いている。
太陽質量の1.1倍以上の恒星では、水素からヘリウムへの原子核合成は、陽子-陽子連鎖反応ではなくCNOサイクルによって進行する。CNOサイクルは温度に非常に影響されるため、核は非常に熱いが、急激に温度が低下することがある。そのため、核の領域も水素燃料と生成したヘリウムを混合する対流層を形成する。これらの恒星の核の対流層には、熱的に平衡でほぼ混合が起こらない放射層が重なっている。
赤色矮星のような低質量の主系列星や赤色巨星のような主系列後の星は、放射層を持たず全てが対流層である。

### 一般的な参考文献
- Hansen, C. J., Kawaler, S. D., & Trimble, V. (2004). Stellar Interiors. Springer. ISBN 0387200894
- Zeilik, M. & Gregory, S. A. (1998). Introductory Astronomy and Astrophysics. Brooks Cole. ISBN 9780030062285